# Турисбеков, Заутбек Каусбекович
Заутбек Каусбекович Турисбеков (каз. Зауытбек Қауысбекұлы Тұрысбеков; род. 15 декабря 1951, посёлок Састобе, Тюлькубасский район, Южно-Казахстанская область, КазССР, СССР) — государственный деятель Казахстана, дипломат, кандидат экономических наук, Заслуженный работник дипломатической службы Республики Казахстан.

## Биография
Родился 15 декабря 1951 года в посёлке Састобе Тюлькубасского района Южно-Казахстанской области.. Происходит из рода сикым племени дулат.
В 1973 году окончив Казахский химико-технологический институт по специальности инженер-химик-технолог, начал преподавательскую деятельность в родном институте по совместительству, исполняя обязанности секретаря комитета комсомола института.
В 1977 году становится председателем БММТ «Спутник» Чимкентского обкома ЛКСМ Казахстана.
В 1979—1980 годах занимает пост Первого секретаря Тюлькубасского[чего?] ЛКСМ Казахстана.
В 1980—1985 годах — Второй секретарь Тюлькубасского райкома партии.
В 1985 году заочно оканчивает Алма-Атинскую высшую партийную школу.
С 1985 по 1990 годы — Председатель Тюлькубасского районного исполнительного комитета Совета народных депутатов.
С 1990 по 1992 год — занимает пост Первого секретаря Тюлькубасского райкома партии, председателя райсовета, а затем Главы Тюлькубасской районной администрации.
Около года, с 1992 по 1993 год — Начальник облсельхозуправления — заместитель главы Южно-Казахстанской областной администрации.
С мая по декабрь 1993 года — Первый заместитель главы Южно-Казахстанской областной администрации.
С июля 1993 года — Депутат Верховного Совета Республики Казахстан XII созыва.
С декабря 1993 по декабрь 1997 года — аким Южно-Казахстанской области.
С декабря 1997 по январь 1999 года — Председатель Агентства по миграции и демографии Республики Казахстан.
В январе 1999 года занимает должность заместителя Руководителя Администрации Президента Республики Казахстан — заведующего организационно-контрольным отделом.
В августе 2000 года назначается председателем Агентства Республики Казахстан по делам государственной службы.
12 декабря 2003 года Указом Президента Республики Казахстан назначен Министром внутренних дел.
14 октября 2005 года вновь возглавил Агентство по делам государственной службы.
14 ноября 2007 года Указом Главы государства назначен Чрезвычайным и Полномочным Послом Республики Казахстан в Республике Узбекистан и освобождён от должности Председателя Агентства Республики Казахстан по делам государственной службы.
14 августа 2009 года Указом Главы государства назначен Чрезвычайным и Полномочным Послом Республики Казахстан в Российской Федерации и освобождён от должности Чрезвычайного и Полномочного Посла Республики Казахстан в Республике Узбекистан.
28 апреля 2012 года Указом Главы государства назначен Чрезвычайным и Полномочным Послом Республики Казахстан на Украине и освобождён от должности Чрезвычайного и Полномочного Посла Республики Казахстан в Российской Федерации.
28 ноября 2012 года Указом Главы государства назначен Чрезвычайным и Полномочным Послом Республики Казахстан в Республике Молдова по совместительству.
С декабря 2015 года назначен на должность секретаря партии «Нұр Отан».
Дипломатический ранг Чрезвычайный и Полномочный Посол Республики Казахстан.
Заслуженный деятель дипломатической службы Республики Казахстан, Заслуженный работник МВД Республики Казахстан.
Профессор.
Почетный член Академии Наук Республики Казахстан, академик Российской инженерной академии, почетный профессор Академии государственного управления при Президенте Республики Казахстан, Российской академии государственной службы при Президенте Российской Федерации, Киевского национального университета имени Тараса Шевченко, Карагандинского государственного университета имени академика Е.Букетова, Южно-Казахстанского государственного университета им М.Ауезова, Международного казахско-турецкого университета имени Ходжи Ахмеда Ясави.
Почётный гражданин Южно-Казахстанской области, г Шымкента, Тюлькубасского района,
Под его руководством воздвигнуты мавзолеи Байдибек би, Домалак ана,Бес ана,Уш би на Ордабасы, Толе би в Ташкенте, Айтеке би в Нур оте, Букей хана и Гатан-ханым. в Астраханской области, памятная доска на Покровском бульваре Турару Рыскулову, метро «Алматинское» в честь Панфиловской дивизии в Москве, мемориальный комплекс где высечены 10 000 имен безвести пропавших 100 и 101 отдельных стрелковых бригад во Ржеве, присвоил имя Народного героя, Героя Советского Союза Бауыржана Момыш-ұлы московской школе, организовал капитальный ремонт и комплектацию современным оборудованием московских школ имени Героев Советского Союза Бауыржана Момыш-ұлы и Алии Молдагуловой на сумму $1 миллион, установил памятную доску на зданиях где располагались партия «Алаш» и легендарная газета «Қазақ» в Оренбурге.
Первый заместитель Всемирной ассоциации казахов. Для кандасов построил жилищные комплексы «Асар» в Шымкенте и Аршалинском районе Акмолинской области. Автор идеи и продюсер документальных фильмов *Биліктен биік тулға", «Кісендеулі жолбарыс», «Алаштың ақырғы ақиығы» про выдающихся исторических деятелях Казахстана Нуртасе Ондасынове,Жумабеке Ташеневе и Алимхане Ермекове. Создал фильм « Отан үшін отқа түскендер» о вкладе казахстанцев в победу в Великой Отечественной войне. Награжден медалями 10,20,30 лет Независимости РК,10,20 лет столице Астане, почетный знак МВД РФ «За верность долгу», 30 лет МВД РК.

## Семья
Отец — Кауысбек Турысбеков (1924—1977), участник ВОВ, первый секретарь Шардаринского райкома партии, Шымкентской области, КазССР (1969—1977).
Жена: Тлеубергенова Алма Идрисовна
Дети: сыновья — Аскар (1975 г.р.), Тимур (1986 г.р.), дочь — Айнур (1980 г.р.), пятеро внуков.

## Награды
- Орден Курмет (2003)[8]
- Орден Парасат (2016)[9]
- Орден «Барыс» ІІІ степени (2 декабря 2021 года)[10]
- Орден Дружбы (15 июля 2022 года, Россия) — за заслуги в укреплении дружбы и сотрудничества между Российской Федерацией и Республикой Казахстан[11].
- Нагрудный знак МИД России «За вклад в международное сотрудничество» (2012, Министерство иностранных дел Российской Федерации)[12]
- Медаль «Қазақстан Республикасының тәуелсіздігіне 10 жыл» (2001)
- Медаль «Қазақстан Конституциясына 10 жыл» (2005)
- Медаль «Қазақстан Парламентіне 10 жыл» (2006)
- Медаль «Астананың 10 жылдығы» (2008)
- Благодарность Президента РК (2010).
- Звание «Заслуженный работник дипломатической службы Республики Казахстан» (2014)[13]
- Почётная грамота Республики Узбекистан (26 мая 1994 года, Узбекистан) — за самоотверженный труд и высокое профессиональное мастерство, проявленные при подготовке и проведении Дней Республики Казахстан в Узбекистане[14]
- Почётный гражданин Южно-Казахстанской области
- Знак Министерства внутренних дел Российской Федерации «За верность долгу» (2007)